# Бородін Іван Парфенійович
Бородін Іван Парфенійович (нар. 18 січня 1847 — 5 березня 1930) — російський ботанік, академік Російської Академії наук (з 1902 р.), піонер охорони природи, один із засновників етико-естетичного підходу у заповідній справі і охороні дикої природи. Розвинув ідеї Гуго Конвенца про культурні та моральні складові природоохорони. Директор ботанічного музею Петербурзької академії наук.
Народився в Новгороді в дворянській родині. Закінчив фізико-математичний факультет Петербурзького університету (1869), після цього викладав у Петербурзькому лісовому інституті та в університеті. З 1880 — професор. У 1886 Новоросійський університет в Одесі присвоїв Бородіну ступінь доктора без захисту дисертації. Засновник (1916) та довічний президент Російського ботанічного товариства.

## Наукові праці
Праці І. П. Бородіна (в тому числі підручники) присвячені анатомії та фізіології рослин (вивченню дихання рослин і утворення аспарагіну, дослідженню хлорофілу тощо).
В одній з перших у Росії книг з охорони природи, виданій в 1914 р. (И. П. Бородин «Охрана памятников природы»), учений заявив:
|  | А між тим ми не можемо не примкнути до широкого руху (з охорони природи), що охопив Західну Європу: це наш моральний борг перед батьківщиною, людством і наукою ... Скільки б захисних ділянок не влаштували у себе наші сусіди, вони не в змозі замінити наших майбутніх заповідників. Розкинувшись на величезному просторі в двох частинах світу, ми є володарями в своєму роді єдиних скарбів природи. Це такі ж унікуми, як картини, наприклад, Рафаеля - знищити їх легко, але відтворити немає можливості ... Створення захисних ділянок надзвичайно важливо і з метою педагогічною. |

Брав участь у створенні природоохоронюючої комісії при Російському географічному товаристві, що зробила багато для розвитку ідей охорони природи в Росії і в Україні.
Деякі віталістичні погляди Бородіна зазнали критики К. А. Тімірязєва.